# 1891 Гондола
1891 Гондола (1891 Gondola) — астероїд головного поясу, відкритий 11 вересня 1969 року.
Тіссеранів параметр щодо Юпітера — 3,333.